# This is not Sweden
This is not Sweden (katalanska: Això no és Suècia) är en svensk-spansk dramakomediserie som hade premiär på SVT och SVT Play den 16 maj 2024. Första säsongen består av åtta avsnitt. Serien är skapad av Aina Clotet, Daniel González och Valentina Viso.

## Handling
Serien kretsar kring en spansk familj som lämnar Barcelona med sina två döttrar, för att leva ett liv nära naturen. Idealet för dem är det svenska sättet att leva. För att uppnå sitt mål försöker de närma sig en svensk grannfamilj.

## Rollista (i urval)
- Aina Clotet – Mariana
- Marcel Borràs – Samuel
- Tomás del Estal – Antonio
- Ia Langhammer – Frida
- Nora Navas – Blanca
- Enric Auquer – Pablo
- Mabel Rivera – Marisa
- Nausicaa Bonnín – Laura
- Violeta Sanvisens – Lia
- Liv Mjönes – Annika